# 11 augustus
11 augustus is de 223ste dag van het jaar (224ste dag in een schrikkeljaar) in de gregoriaanse kalender. Hierna volgen nog 142 dagen tot het einde van het jaar.

## Gebeurtenissen
- Algemeen
  - 1934 - Op het eiland Alcatraz wordt een gevangenis geopend.
  - 1953 - De eerste paal wordt geslagen voor een gemeentelijke was-, bad- en zweminrichting aan het Marnixplein in Amsterdam.
  - 1965 - Begin van de rassenrellen in Watts, een wijk van Los Angeles.
  - 1972 - Een windhoos treft een camping op Ameland waarbij vier doden en ruim 100 gewonden vallen.[1]
  - 1973 - Eerste Hip Hop party door DJ Kool Herc.
  - 1979 - Na het doorbreken van een dam bij Morvi in het westen van India sterven minstens 20.000 mensen door de overstromingen als gevolg van de stortvloed van water.
  - 1979 - Vliegtuigbotsing bij Dnjeprodzerzjinsk, Oekraïne. Alle 179 inzittenden komen om, waaronder 17 voetballers van de eersteklassevoetbalclub Pachtakor Tasjkent, met onder anderen sterspeler Vladimir Fjodorov.
- Oorlog
  - 490 - Slag aan de Adda tussen het leger van de Ostrogoten onder leiding van Theodorik en het huurlingenleger van Odoaker.
  - 1674 - Slag bij Seneffe tussen een Frans leger onder maarschalk Condé en een Nederlands - Spaans - Oostenrijks - Duits leger onder stadhouder Willem III.
- Politiek
  - 355 - Flavius Silvanus wordt beschuldigd van verraad en laat zich in Gallië tot keizer uitroepen door officieren van het Romeinse leger. Hij regeert slechts 28 dagen en wordt door handlangers van Ursicinus vermoord.
  - 1828 - Ranavalona I wordt koningin van het Koninkrijk Madagaskar.
  - 1863 - Cambodja wordt een protectoraat van Frankrijk.
  - 1919 - Friedrich Ebert, de eerste president van de nieuwe Duitse Republiek tekent de grondwet: de Weimarrepubliek is een feit.
  - 1952 - Hussein wordt koning van Jordanië, nadat zijn voorganger Talal troonsafstand moet doen vanwege schizofrenie.
  - 1960 - Tsjaad wordt op een vreedzame manier onafhankelijk van Frankrijk.
  - 1987 - Alan Greenspan wordt voorzitter van de Centrale Amerikaanse bank (de Fed).
  - 2017 - De Amerikaanse president Donald Trump oogst verontwaardiging in Latijns-Amerika door te dreigen met militair ingrijpen in Venezuela.
- Religie
  - 1492 - Paus Alexander VI wordt gekozen als opvolger van Paus Innocentius VIII.
- Sport
  - 1893 - De Amerikaan Arthur Augustus Zimmerman wordt in Chicago (Illinois) de eerste wereldkampioen wielrennen op de baan.
  - 1900 - Oprichting van de Braziliaanse voetbalclub AA Ponte Preta.
  - 1928 - Marie Braun wint tijdens de Olympische Spelen van Amsterdam goud op de 100 meter rugslag. Ook ruiter Charles Pahud de Mortanges, de ruiterequipe en bokser Bep van Klaveren winnen goud.
  - 1935 - Oprichting van de Paraguayaanse voetbalclub Club Sportivo Trinidense.
  - 1980 - John McEnroe lost Björn Borg voor de tweede keer dit jaar af als nummer één op de wereldranglijst der tennisprofessionals, maar de Amerikaan moet die positie ditmaal al na één week weer afstaan aan de Zweed.
  - 2003 - Kim Clijsters lost Serena Williams na 57 weken af als nummer één op de wereldranglijst der tennisprofessionals; de Belgische moet die positie na tien weken afstaan aan haar landgenote Justine Henin.
  - 2005 - Rens Blom wint goud met het onderdeel polsstokhoogspringen op het WK-atletiek. Het is het eerste WK-atletiekgoud voor Nederland ooit.
  - 2006 - België beleeft op de Europese kampioenschappen atletiek 2006 zijn vijf succesvolste atletiekminuten ooit. Kim Gevaert en Tia Hellebaut winnen binnen de vijf minuten respectievelijk de 200 m sprint en het hoogspringen.
  - 2010 - Aanvaller Robbie Keane speelt tegen Argentinië zijn honderdste interland voor het Iers voetbalelftal.
  - 2010 - In de Sloveense hoofdstad Ljubljana wordt het Stožicestadion geopend.
  - 2013 - Nadat hij twee jaar geleden door een valse start werd uitgeschakeld, wordt Usain Bolt in Moskou opnieuw wereldkampioen op de 100 meter.
  - 2015 - UEFA Super Cup in Tbilisi tussen FC Barcelona en Sevilla FC.
  - 2023 - De Belgische wielrenner Remco Evenepoel wint het wereldkampioenschap tijdrijden in Glasgow.[2] Hij is de eerste Belg in de wielerhistorie die dit presteert. De Italiaan Filippo Ganna en de Brit Joshua Tarling completeren het erepodium.[3]
  - 2024 - Baanwielrenner Harrie Lavreysen wint goud op de keirin op de Olympische Zomerspelen in Parijs. Het is zijn derde titel op deze Spelen en zijn vijfde olympische gouden medaille in totaal. Hiermee wordt hij de succesvolste Nederlandse deelnemer aan de Zomerspelen in de geschiedenis. Op de eeuwige Nederlandse ranglijst blijft alleen schaatsster Ireen Wüst, die zesmaal olympisch goud won, hem voor.
- Wetenschap en technologie
  - 3114 v.Chr. - Deze dag is het aftelpunt van de Mayakalender (13.0.0.0.0 4 Ahau 8 Cumku).
  - 1960 - Een deel van de Discoverer 13 spionagesatelliet, met als lading een Amerikaanse vlag, wordt het eerste door de mens gemaakte object dat vanuit de ruimte terugkeert op Aarde.[4]
  - 1962 - Lancering van de Vostok 3 met aan boord Andrijan Nikolajev.[5]
  - 1999 - Totale zonsverduistering tussen Cornwall (Groot-Brittannië) en India. In Nederland bedraagt de verduistering meer dan 90% en in België meer dan 95%. Deze verduistering is de 21e in Sarosreeks 145.[6]
  - 2006 - Het laatste patent op het Graphics Interchange Format verloopt. Vanaf deze dag is het GIF-format rechtenvrij te implementeren.
  - 2023 - Lancering van een Sojoez 2.1b raket vanaf Vostotsjny Kosmodroom 1S voor de Luna 25 missie met het Luna 25 (voorheen Luna-Glob lander) ruimtevaartuig dat een zachte landing moet gaan maken in de buurt van de Zuidpool van de Maan. Dit is de eerste Russische maanmissie sinds 1976 en de eerste volledig Russische onderzoeksmissie sinds de Phobos-Grunt missie in 2011.[7]
  - 2023 - Lancering van een Falcon 9 raket van SpaceX vanaf Kennedy Space Center Lanceercomplex 40 voor de Starlink group 6-9 missie met 22 Starlink satellieten.[8]

## Geboren

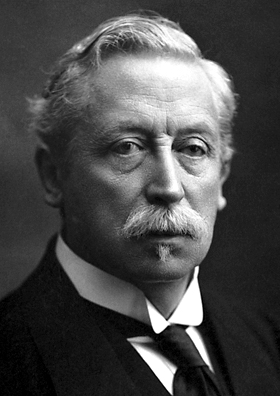
Christiaan Eijkman,
geboren in 1858

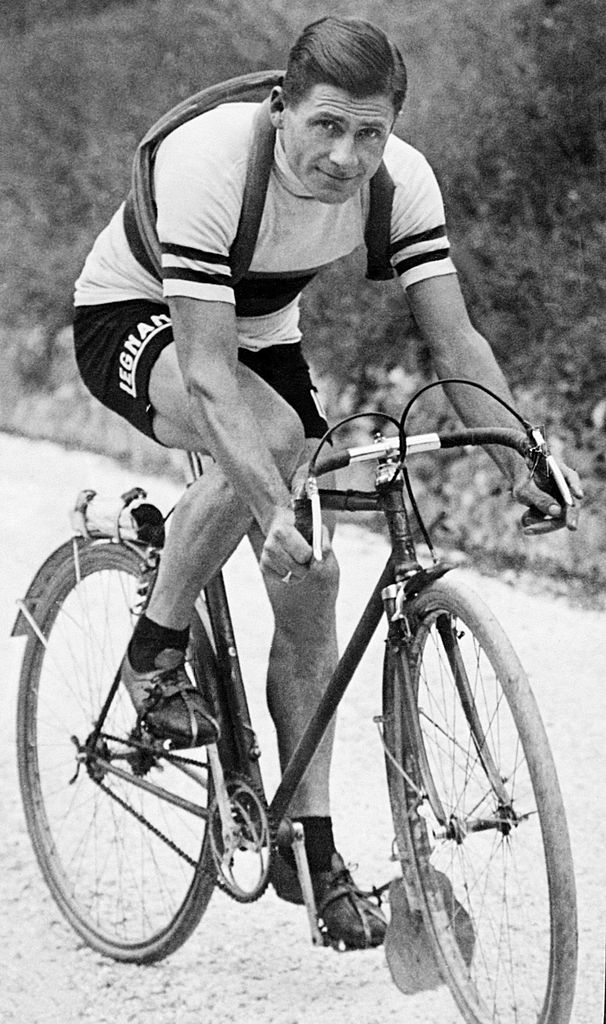
Alfredo Binda,
geboren in 1902

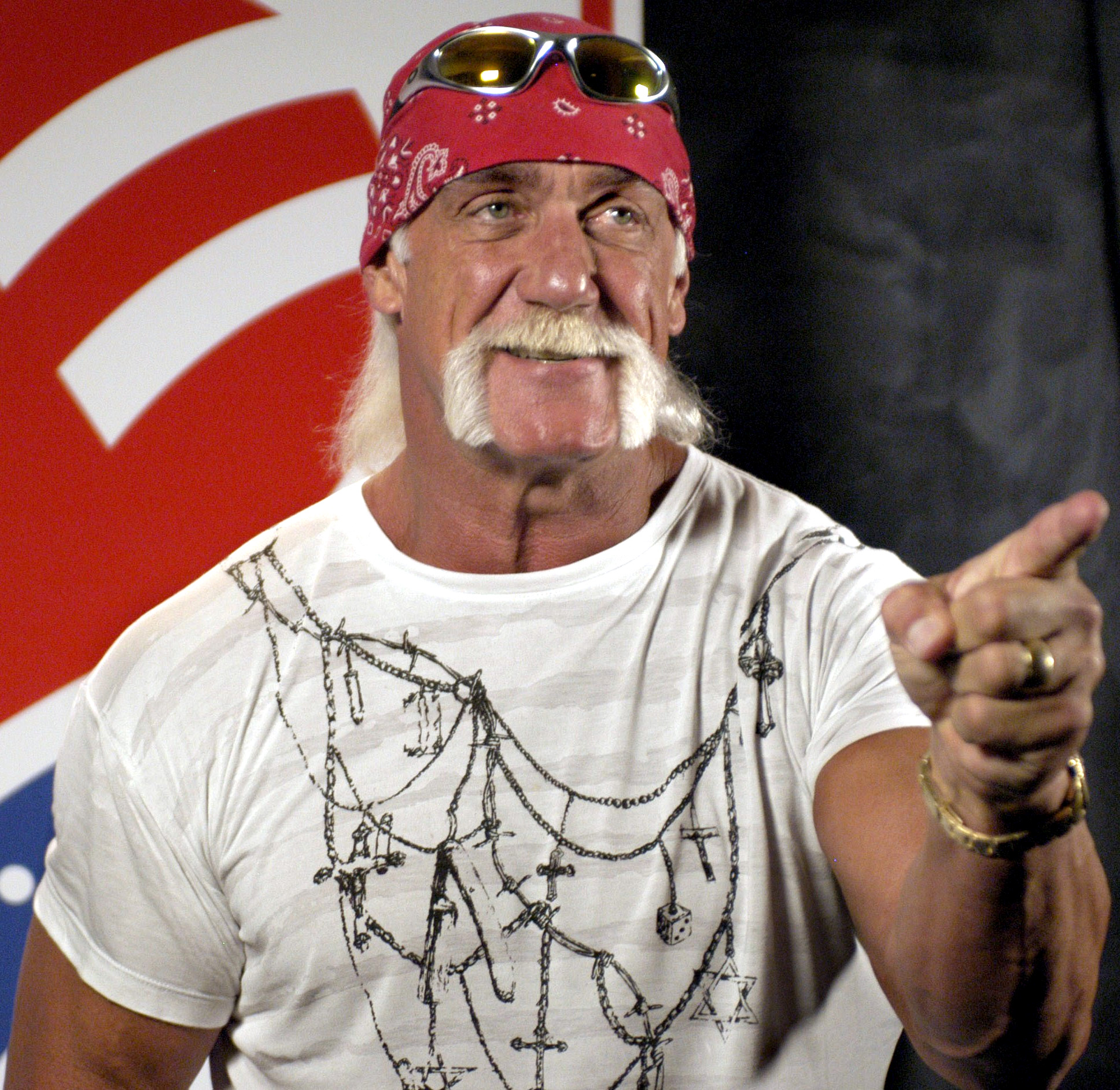
Hulk Hogan,
geboren in 1953

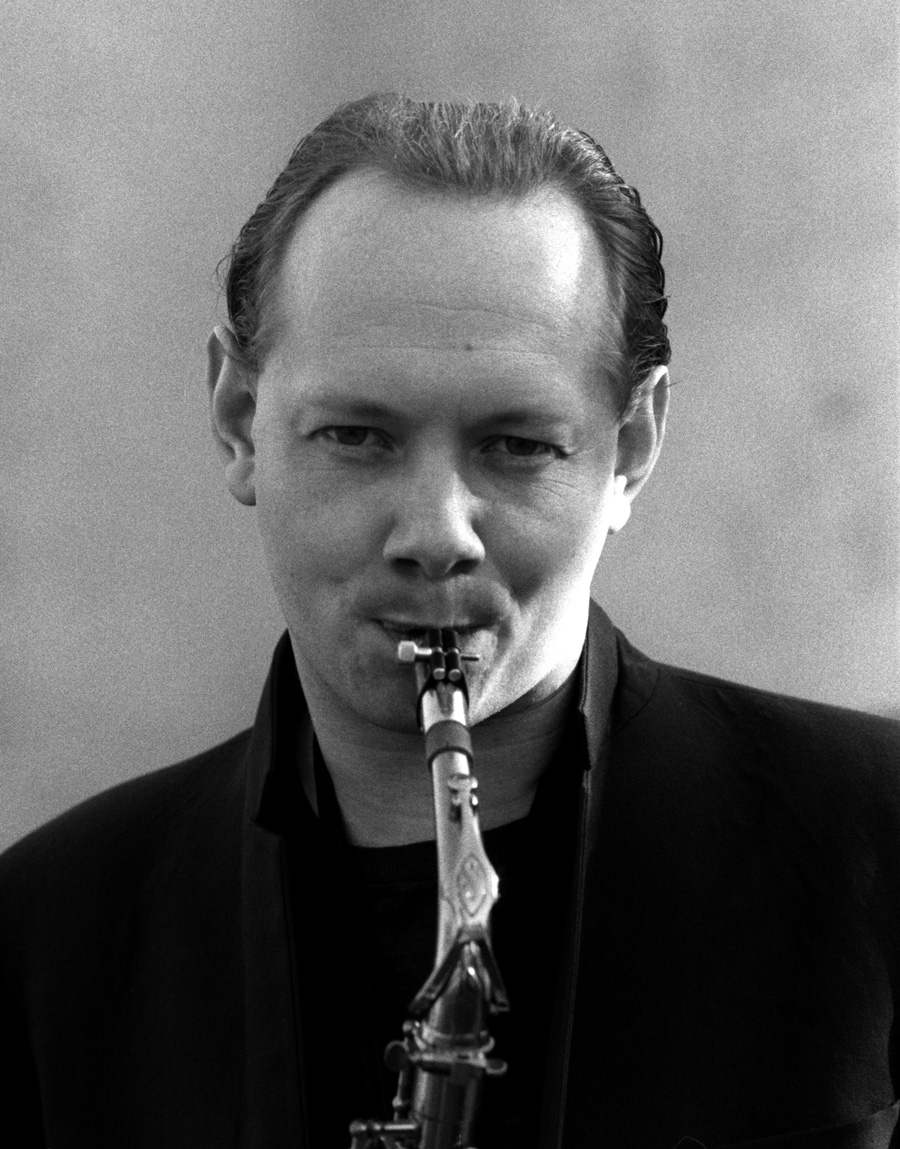
Joe Jackson,
geboren in 1954

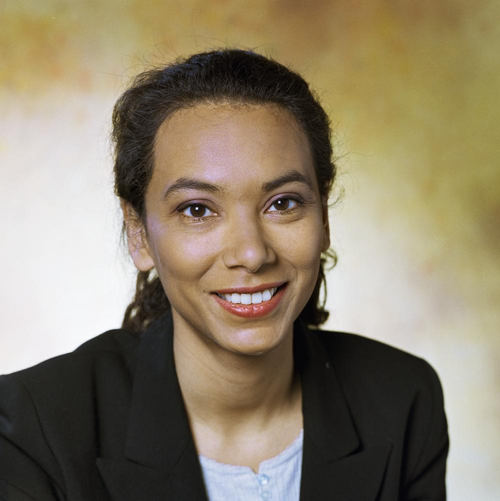
Diana Woei,
geboren in 1965

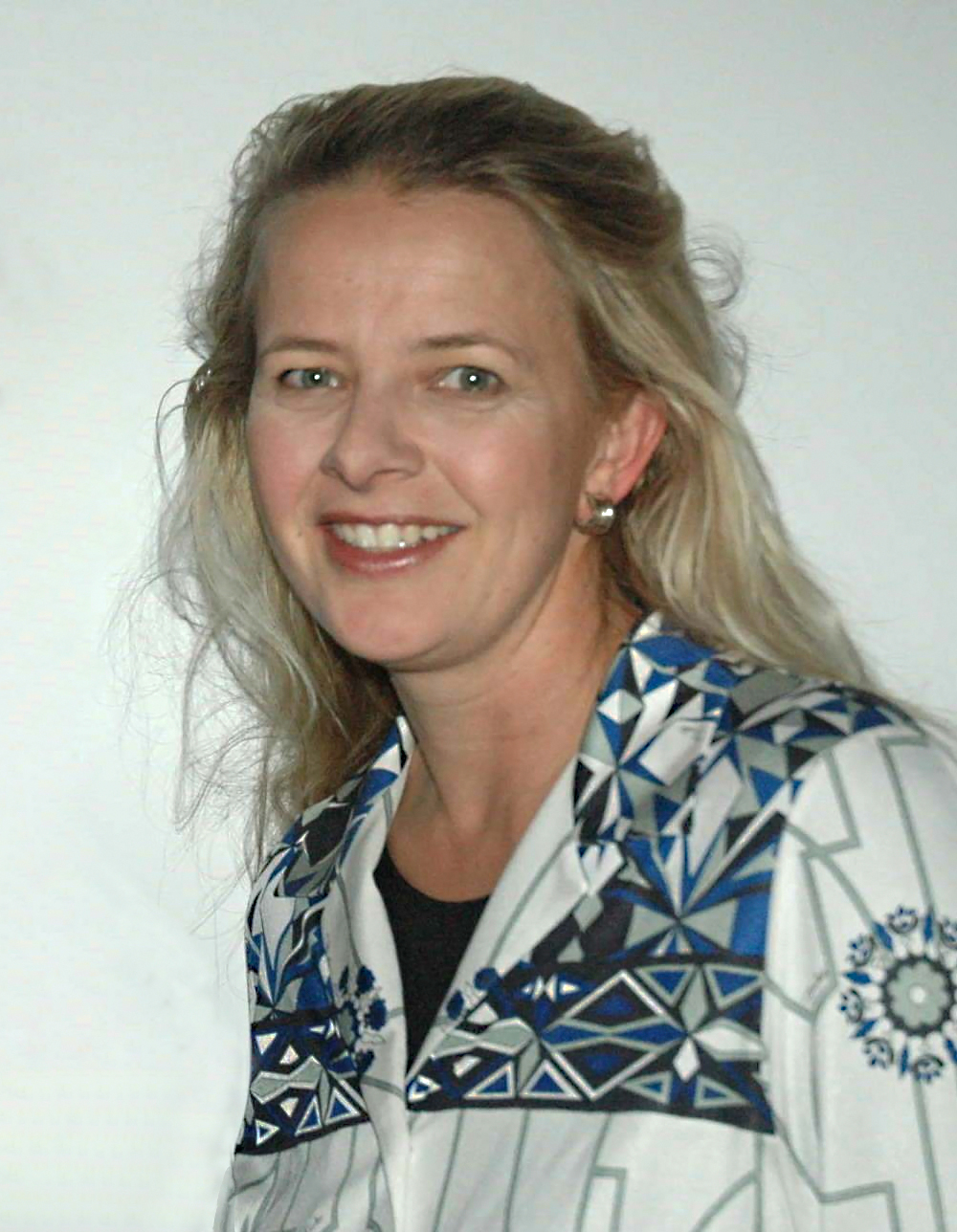
Mabel Wisse Smit
geboren in 1968

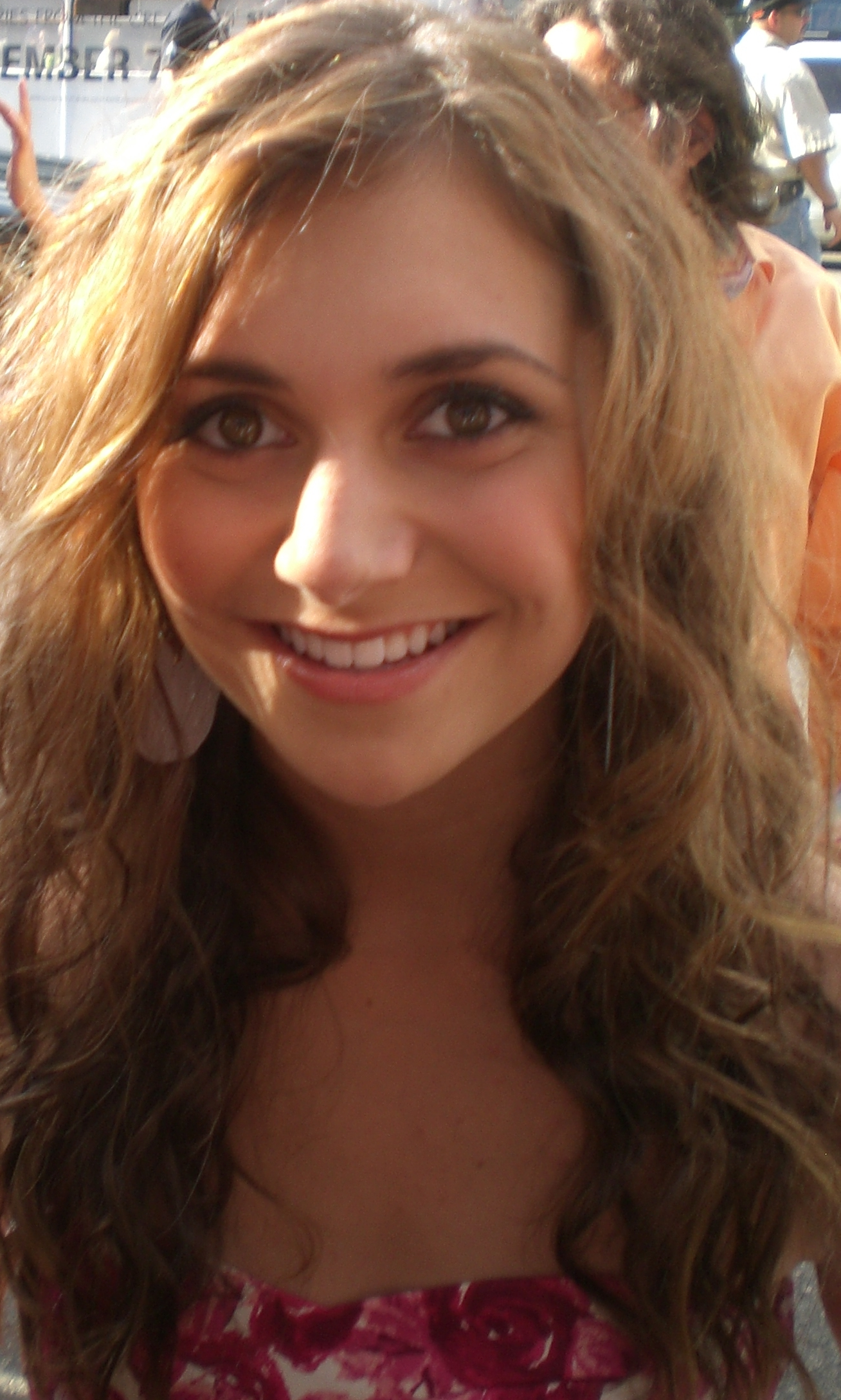
Alyson Stoner,
geboren in 1993

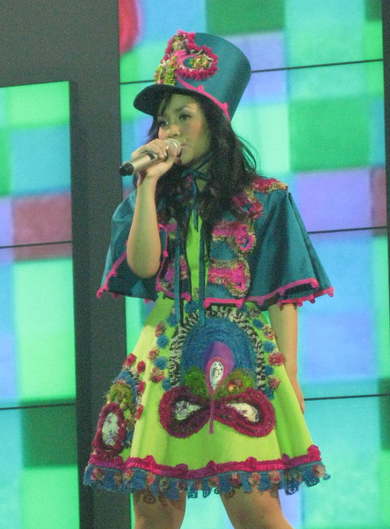
Gita Gutawa,
geboren in 1993

- 1081/1086 - Keizer Hendrik V, Duits keizer (overleden 1125)
- 1613 - Christoph Kaldenbach, Duits dichter en componist (overleden 1698)
- 1807 - David Rice Atchison, Amerikaans president ad interim voor 24 uur (overleden 1886)
- 1857 - Hendrik Lodewijk Drucker, Nederlands liberaal politicus (overleden 1917)
- 1858 - Christiaan Eijkman, Nederlands arts en patholoog, Nobelprijswinnaar (overleden 1930)
- 1869 - Henry Briers de Lumey, Belgisch politicus en schrijver (overleden 1946)
- 1879 - Frieda von Richthofen, Duits-Amerikaans schrijfster en vertaalster (overleden 1956)
- 1889 - Arturo Martini, Italiaans beeldhouwer (overleden 1947)
- 1897 - Enid Blyton, Brits schrijfster (overleden 1968)
- 1900 - Charley Paddock, Amerikaans atleet (overleden 1943)
- 1902 - Alfredo Binda, Italiaans wielrenner (overleden 1986)
- 1905 - Erwin Chargaff, Amerikaans biochemicus (overleden 2002)
- 1906 - Robert Lehnhoff, Duits oorlogsmisdadiger, ook wel de Beul van Groningen genoemd (overleden 1950)
- 1910 - Charles Kieffer, Amerikaans roeier (overleden 1975)
- 1910 - Wilhelm Menne, Duits roeier (overleden 1945)
- 1914 - Jacques Aarden, Nederlands politicus (overleden 1997)
- 1915 - Walter Diggelmann, Zwitsers wielrenner (overleden 1999)
- 1916 - William Coors, Amerikaans bierbrouwer (overleden 2018)
- 1916 - Ad Noyons, Nederlands acteur (overleden 2000)
- 1919 - Ginette Neveu, Frans violiste (overleden 1949)
- 1920 - Meta van Beek, Nederlands ombudsvrouw (1973-1977) (overleden 2021)
- 1921 - Ellen Burka, Nederlands-Canadees kunstschaatsster en coach (overleden 2016)
- 1921 - Alex Haley, Amerikaans geschiedkundige en schrijver (overleden 1992)
- 1921 - Carl Möhner, Oostenrijks acteur en kunstschilder (overleden 2005)
- 1922 - Sjuwke Kunst, Nederlands beeldend kunstenares (overleden 2021)
- 1923 - Hein Aalders, Nederlands burgemeester (overleden 2020)
- 1926 - Aaron Klug, Brits scheikundige en Nobelprijswinnaar (overleden 2018)
- 1927 - Pentti Holappa, Fins schrijver en dichter (overleden 2017)
- 1927 - Len Rempt-Halmmans de Jongh, Nederlands politica (overleden 2013)
- 1927 - Stuart Rosenberg, Amerikaans film- en televisieregisseur (overleden 2007)
- 1928 - Beniamino Andreatta, Italiaans econoom en politicus (overleden 2007)
- 1929 - Cora Canne Meijer, Nederlands operazangeres (overleden 2020)
- 1929 - Alun Hoddinott, Welsh componist (overleden 2008)
- 1929 - Jan Masman, Nederlands politicus (overleden 2009)
- 1932 - Fernando Arrabal, Spaans-Frans auteur/regisseur
- 1932 - Peter Eisenman, Amerikaans architect
- 1932 - Wilson Godett (Papa Godett), Curaçaos vakbondsleider en minister (overleden 1995)
- 1933 - Jerry Falwell, Amerikaans (televisie)predikant en christelijk schrijver (overleden 2007)
- 1933 - Ellen Winther, Deens zangeres en actrice (overleden 2011)
- 1934 - Piet van Est, Nederlands wielrenner (overleden 1991)
- 1935 - Chris Yperman, Belgisch schrijfster en dichteres (overleden 2015)
- 1936 - Mitsutoshi Furuya, Japans mangaka (overleden 2021)
- 1937 - Shel Talmy, Amerikaanse producer, songwriter en arrangeur (overleden 2024)
- 1938 - Heinz Höher, Duits voetballer en voetbaltrainer (overleden 2019)
- 1940 - Werner Herbers, Nederlands hoboïst en dirigent (overleden 2023)
- 1940 - Jose Zubiri jr., Filipijns politicus
- 1941 - Henk Nienhuis, Nederlands voetballer en voetbaltrainer,-makelaar en -directeur (overleden 2017)
- 1942 - Delia Domingo-Albert, Filipijns diplomaat en minister
- 1943 - John Raymond Henry, Amerikaans beeldhouwer (overleden 2022)
- 1943 - Pervez Musharraf, Pakistaans militair en politicus; president 2001-2008 (overleden 2023)
- 1943 - Denis Payton, Engels saxofonist (overleden 2006)
- 1943 - Dieter Schubert, Oost-Duits roeier
- 1944 - Dzintra Grundmane, Lets basketbalspeelster (overleden 2024)
- 1944 - Ian McDiarmid, Schots acteur
- 1944 - Willy Minnebo, Belgisch politicus en burgemeester (overleden 2012)
- 1945 - Daniel Rudisha, Keniaans atleet (overleden 2019)
- 1946 - Óscar Berger, president van Guatemala
- 1946 - John Conlee, Amerikaans countryzanger
- 1947 - Arkadie Andreasjan, Sovjet-Armeens voetballer en -trainer (overleden 2020)
- 1947 - Wilma van den Berg, Nederlands atlete
- 1947 - Stuart Gordon, Amerikaans filmregisseur (overleden 2020)
- 1947 - Theo de Jong, Nederlands voetballer en voetbaltrainer
- 1947 - Rutger Stuffken, Nederlands roeier (overleden 2023)
- 1948 - Jan Palach, Tsjechoslowaaks studentenleider ten tijde van de Praagse Lente (overleden 1969)
- 1949 - Eric Carmen, Amerikaans zanger (overleden 2024)
- 1950 - Steve Wozniak, Amerikaans ondernemer, medeoprichter van Apple Computer
- 1952 - Pedro Brugada, Spaans-Belgisch cardioloog
- 1952 - Luc Caals, Belgisch komiek
- 1953 - Hulk Hogan, Amerikaans worstelaar en acteur (overleden 2025)
- 1953 - Wijda Mazereeuw, Nederlands zwemster
- 1954 - Joe Jackson, Brits muzikant en zanger
- 1954 - Michael G. Moye, Amerikaans scriptschrijver en producent
- 1954 - Tarmo Rüütli, Estisch voetballer en voetbalcoach
- 1956 - Wim van der Horst, Nederlands voetballer
- 1957 - Ian Stuart Donaldson, Brits neonazistisch popmuzikant (overleden 1993)
- 1957 - Carlos Trucco, Boliviaans voetballer
- 1957 - Wim Woudsma, Nederlands voetballer (overleden 2019)
- 1960 - Tomislav Ivković, Kroatisch voetballer
- 1963 - Joram Lürsen, Nederlands regisseur
- 1963 - Nausicaa Marbe, Roemeens-Nederlands journaliste, columniste en schrijfster
- 1965 - Gunnar Halle, Noors voetballer
- 1965 - Diana Woei, Nederlands meteorologe en televisieweervrouw
- 1966 - Nigel Martyn, Engels voetbaldoelman
- 1966 - Juan María Solare, Argentijns componist en pianist
- 1966 - Mark Williams, Zuid-Afrikaans voetballer
- 1967 - Massimiliano Allegri, Italiaans voetballer en voetbalcoach
- 1968 - Anna Gunn, Amerikaans actrice
- 1968 - Mabel Wisse Smit, Nederlands econome en weduwe van prins Johan Friso
- 1969 - Vanderlei de Lima, Braziliaans atleet
- 1970 - Gianluca Pessotto, Italiaans voetballer
- 1971 - Nancy Callaerts, Belgisch atlete
- 1972 - Joane Somarriba, Spaans wielrenster
- 1973 - Kristin Armstrong, Amerikaans wielrenster
- 1973 - Virgilio Teixeira, Nederlands voetballer
- 1974 - Tamara van Ark, Nederlands politica
- 1974 - Jussi Nuorela, Fins voetballer
- 1975 - Asma al-Assad, first lady van Syrië
- 1975 - Jay Sweet, Australisch wielrenner
- 1976 - Florence Barsosio, Keniaans atlete
- 1976 - Chèr Korver, Nederlands paralympisch sportster
- 1978 - Jermain Taylor, Amerikaans bokser
- 1978 - Gerhard Trampusch, Oostenrijks wielrenner
- 1979 - Walter Ayoví, Ecuadoraans voetballer
- 1979 - David Crawshay, Australisch roeier
- 1979 - Evy Gruyaert, Belgisch omroepster
- 1980 - Monika Pyrek, Pools atlete
- 1980 - Ádám Steinmetz, Hongaars waterpoloër
- 1980 - Laura de Vaan, Nederlands paralympisch sportster
- 1981 - Danai Udomchoke, Thais tennisser
- 1982 - Rob Wijnberg, Nederlands publicist
- 1983 - Mark Joyce, Engels snookerspeler
- 1983 - Solomon Rotich, Keniaans atleet
- 1983 - Chris Hemsworth, Australisch acteur
- 1984 - Lucas di Grassi, Braziliaans autocoureur
- 1984 - Markis Kido, Indonesisch badmintonner (overleden 2021)
- 1985 - Irene Curtoni, Italiaans alpineskiester
- 1986 - Christine Marshall, Amerikaans zwemster
- 1986 - Nikolaj Morilov, Russisch langlaufer
- 1986 - Bernard Rotich, Keniaans atleet
- 1987 - Grant Brits, Australisch zwemmer
- 1987 - Ryan Murray, Schots darter
- 1988 - Stefano Bensi, Luxemburgs voetballer
- 1989 - Mirco Pruyser, Nederlands hockeyer
- 1989 - Úrsula Corberó, Spaans actrice
- 1991 - Steve Krijbolder, Nederlands snowboarder
- 1991 - Estelle Nze Minko, Frans handbalster
- 1991 - Tamirat Tola, Ethiopisch atleet
- 1993 - Gita Gutawa, Indonesisch zangeres
- 1993 - Fredrik Midtsjø, Noors voetballer
- 1993 - Alyson Stoner, Amerikaans actrice en zangeres
- 1994 - Abe Wiersma, Nederlands roeier
- 1995 - Brad Binder, Zuid-Afrikaans motorcoureur
- 1995 - Charlie Eastwood, Noord-Iers autocoureur
- 1996 - Ami Matsuo, Australisch zwemster
- 1997 - Andrija Balić, Kroatisch voetballer
- 1997 - Saba, Deens zangeres
- 1998 - Lova Sönnerbo, Zweeds zangeres
- 2000 - Puck Donker, Nederlands voetbalster
- 2000 - Sofie Svava, Deens voetbalster
- 2001 - Sam de Jong, Nederlands voetbalster

## Overleden

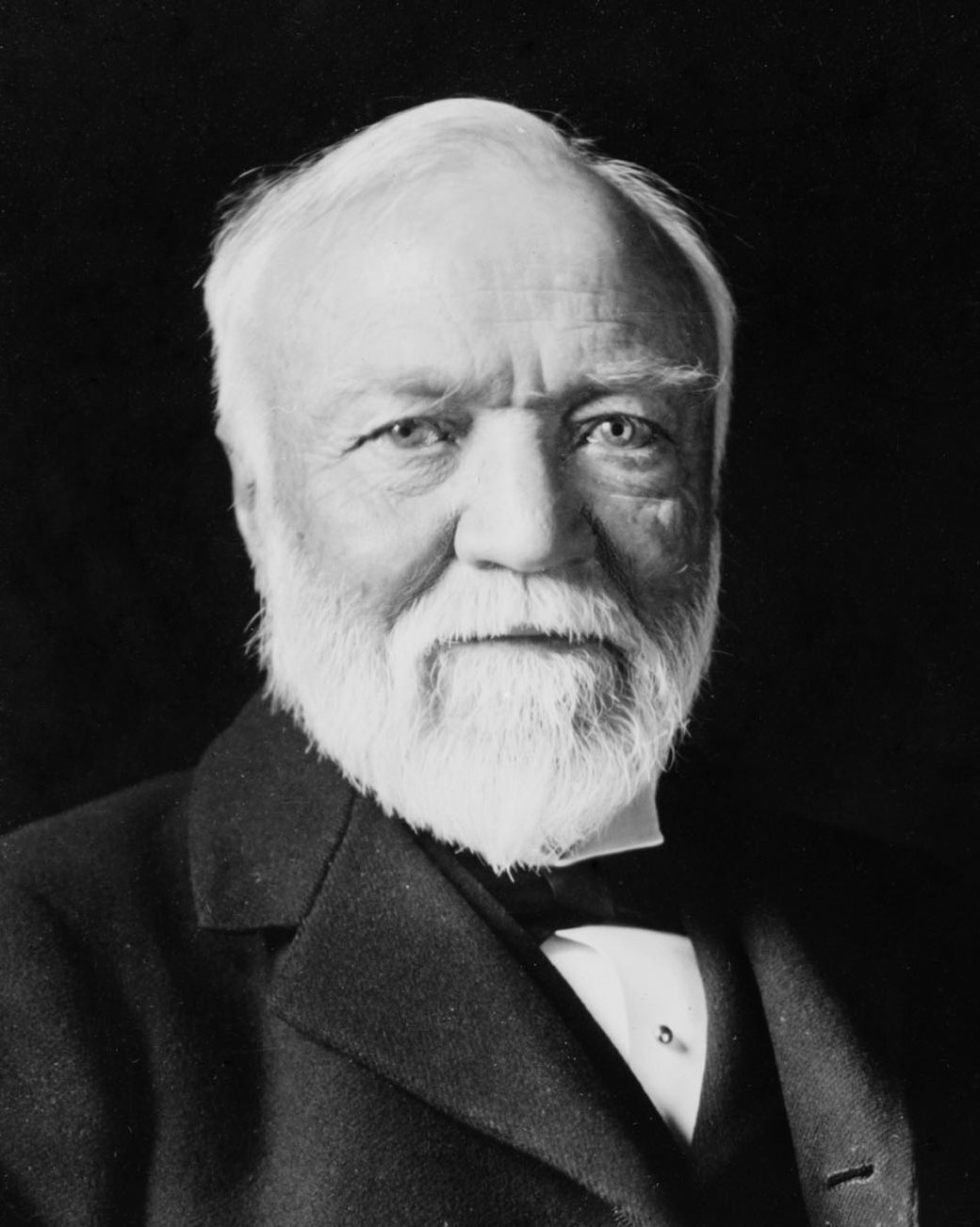
Andrew Carnegie,
overleden in 1919

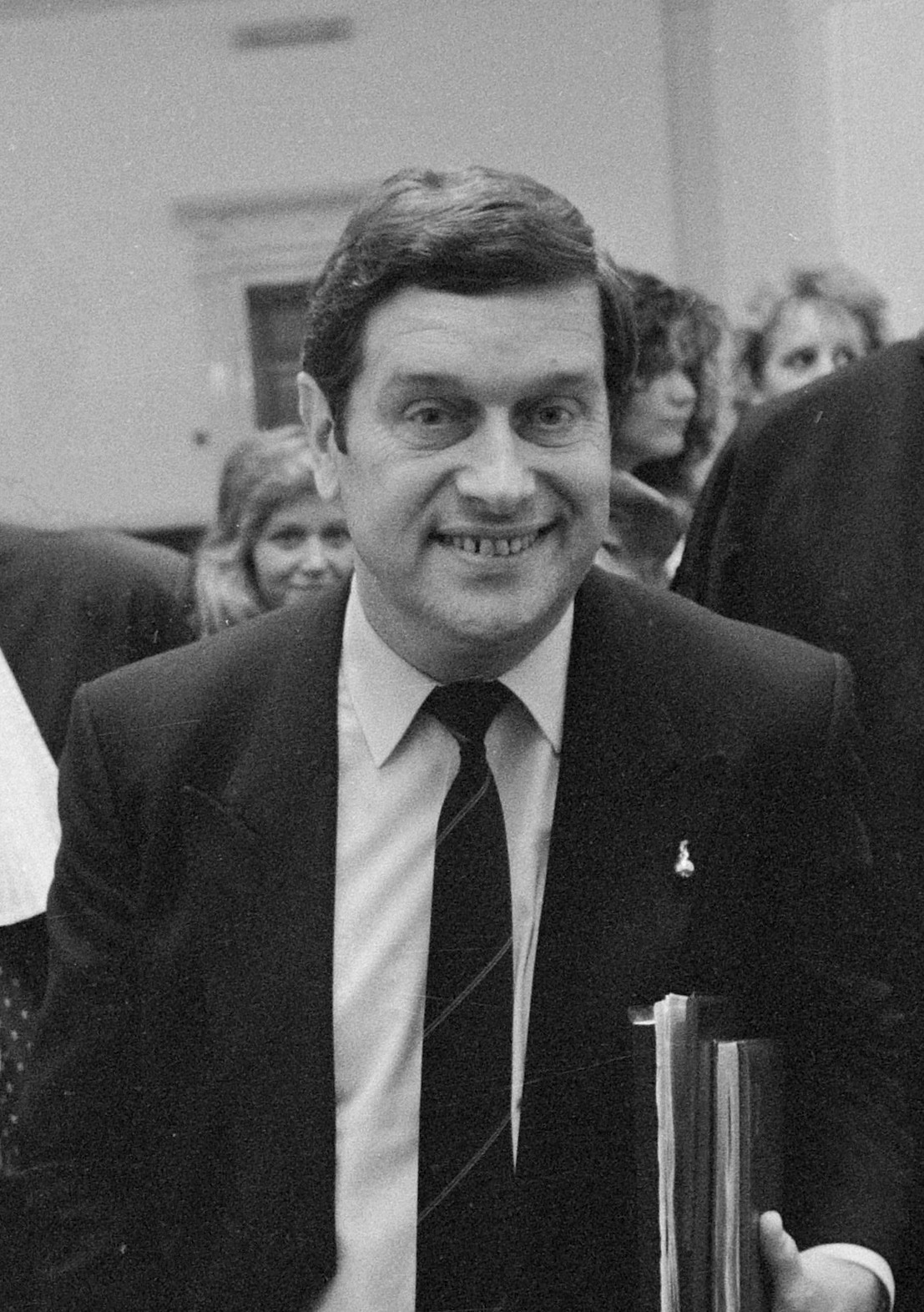
Ger Lagendijk,
overleden in 2010

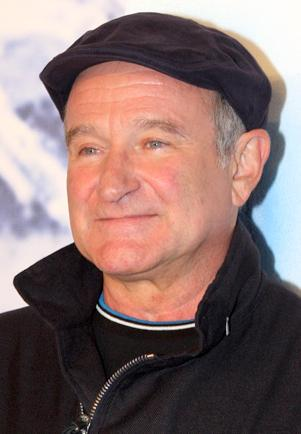
Robin Williams,
overleden in 2014

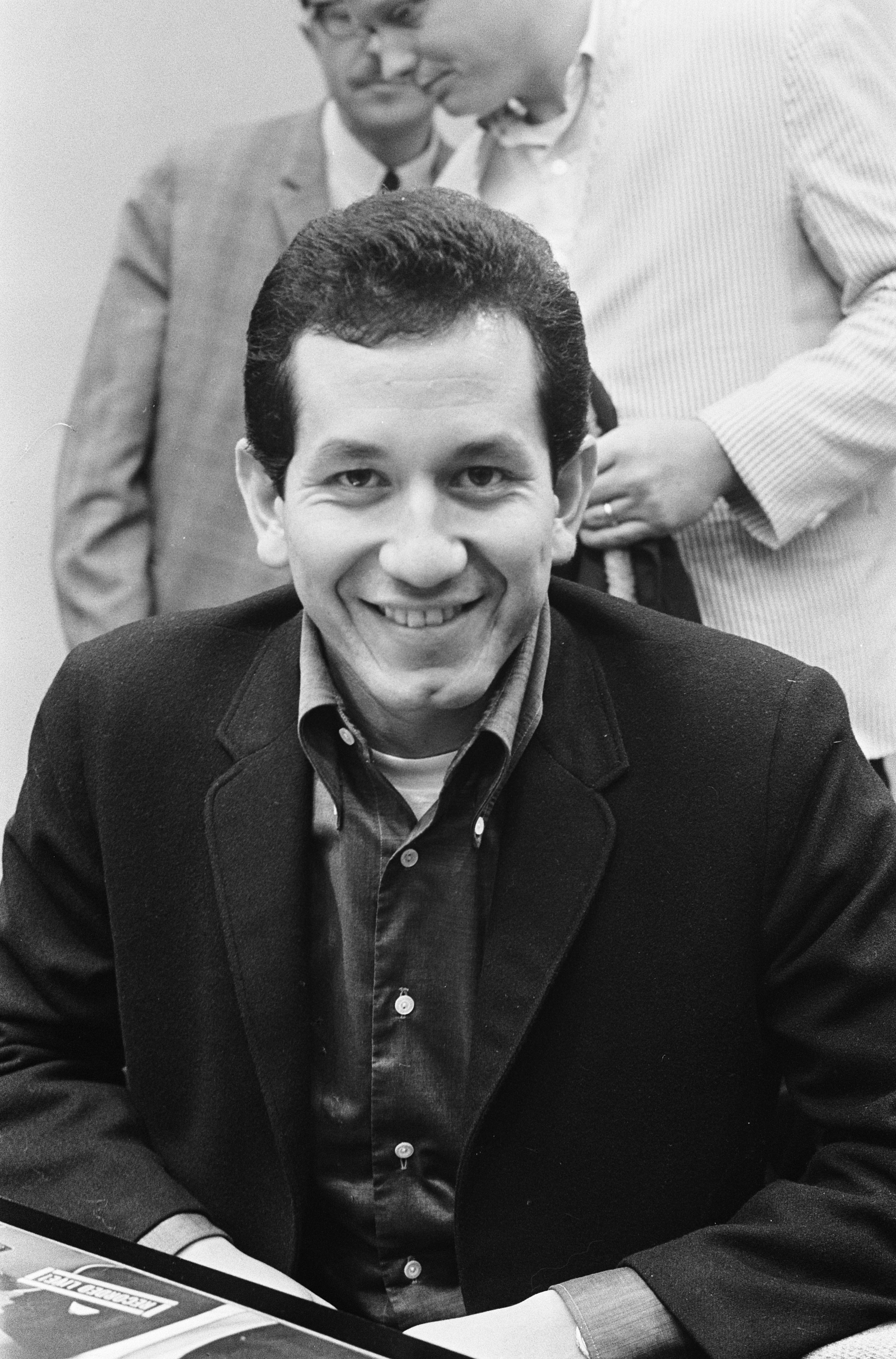
Trini Lopez,
overleden in 2020

- 353 - Magnentius (?), keizer van Rome
- 1253 - Clara van Assisi (59), oprichtster van de orde der Clarissen
- 1456 - Johannes Hunyadi (69), stadhouder van Transsylvanië en regent van Hongarije voor koning Ladislaus Posthumus
- 1490 - Frans van Brederode (25), hoofdrolspeler in de Jonker Fransenoorlog tijdens de Hoekse en Kabeljauwse twisten
- 1494 - Hans Memling (?), Belgisch kunstschilder
- 1519 - Johann Tetzel (54), Duits dominicaan en tegenspeler van Maarten Luther
- 1714 - Christoffel Pierson (83), Nederlands kunstschilder en dichter
- 1813 - Henry James Pye (68), Engels dichter
- 1839 - Charles-Louis Huguet de Sémonville (80), Frans diplomaat en politicus tijdens de Bataafse periode
- 1881 - Willem Jan Schuttevaer (83), Nederlands oprichter van de Koninklijke Schippersvereniging Schuttevaer
- 1886 - Lydia Koidula (42), Estisch dichteres
- 1919 - Andrew Carnegie (83), Amerikaans industrieel
- 1936 - Blas Infante (51), Spaans politicus, schrijver, historicus en musicoloog
- 1941 - Herbert Adamski (31), Duits roeier
- 1944 - Samuel Henriquez de Granada (71), Surinaams bestuurder en politicus
- 1953 - Arnold Frederik Holleman (93), Nederlands scheikundige en hoogleraar
- 1953 - Tazio Nuvolari (60), Italiaans autocoureur
- 1956 - Jackson Pollock (44), Amerikaans kunstschilder
- 1956 - Frieda von Richthofen (77), Duits-Amerikaans schrijfster en vertaalster
- 1961 - Ion Barbu (66), Roemeens wiskundige en dichter
- 1964 - Letitia Marion Hamilton (86), Iers kunstschilder
- 1970 - Leon Pichay (68), Filipijns schrijver en dichter
- 1977 - Sara Mae Stinchfield Hawk (91), Amerikaans logopedist
- 1979 - Michail An (27), Sovjet voetballer
- 1979 - Alim Asjirov (24), Sovjet voetballer
- 1979 - Vladimir Fjodorov (23), Sovjet voetballer
- 1979 - Vladimir Makarov (32), Sovjet voetballer
- 1980 - Adolpho Milman (Russo) (65), Russisch-Braziliaans voetballer
- 1984 - Marcel Balsa (83), Frans autocoureur
- 1985 - János Drapál (37), Hongaars motorcoureur
- 1988 - Alfred Kelbassa (63), Duits voetballer
- 1988 - Anne Ramsey (58), Amerikaans actrice
- 1995 - Alonzo Church (92), Amerikaans wiskundige en logicus
- 1996 - Ambrosio Padilla (85), Filipijns jurist, basketballer en senator
- 1999 - Henk Chin A Sen (65), Surinaams politicus
- 2006 - Ria Rettich (67), Nederlands kunstschilder
- 2008 - George Furth (75), Amerikaans acteur en tekstschrijver
- 2008 - Fred Sinowatz (79), Oostenrijks ambtenaar en politicus (o.a. bondskanselier 1983-1986)
- 2008 - Hendrik de Waard (86), Nederlands natuurkundige
- 2009 - Eunice Kennedy Shriver (88), Amerikaans lid van de Familie Kennedy, zus van president John F. Kennedy
- 2010 - Ger Lagendijk (68), Nederlands voetballer en spelersmakelaar
- 2011 - Hein Cujé (78), Nederlands atleet
- 2011 - Toos van der Klaauw (95), Nederlands schermster en atlete
- 2014 - Pierre Ryckmans (78), Belgisch schrijver, literatuurcriticus en sinoloog
- 2014 - Robin Williams (63), Amerikaans acteur en komiek
- 2015 - Arturo Macapagal (72), Filipijns sportschutter en topman
- 2015 - Harald Nielsen (73), Deens voetballer
- 2016 - Abe Kuipers (97), Nederlands kunstenaar
- 2017 - Yisrael Kristal (113), Israëlisch supereeuweling en oudste man ter wereld
- 2018 - V.S. Naipaul (85), Brits schrijver
- 2019 - Dejan Čurović (51), Joegoslavisch voetballer
- 2019 - Michael Krauss (84), Amerikaans taalkundige
- 2019 - Sergio Obeso Rivera (87), Mexicaans kardinaal
- 2019 - Guy Paquot (78), Belgisch ondernemer
- 2020 - Gordon J. Brand (65), Brits golfspeler
- 2020 - Sixto Brillantes jr. (80), Filipijns advocaat
- 2020 - Trini Lopez (83), Amerikaans zanger
- 2020 - Sumner Redstone (97), Amerikaans mediatycoon en ondernemer
- 2020 - Michel Van Aerde (86), Belgisch wielrenner
- 2021 - Mike Finnigan (76), Amerikaans muzikant
- 2021 - Ernst van de Wetering (83), Nederlands kunsthistoricus
- 2022 - Darius Campbell (41), Brits (Schots) zanger
- 2022 - Anne Heche (53), Amerikaans actrice
- 2022 - Jean-Jacques Sempé (89), Frans cartoonist
- 2023 - Jerome Hauer (71), Amerikaans anti-terreur- en biowapens-expert
- 2023 - Kenneth White (87), Brits (Schots) dichter en schrijver
- 2025 - Sheila Jordan (96),  Amerikaans jazzzangeres

## Viering/herdenking
- Rooms-Katholieke kalender:

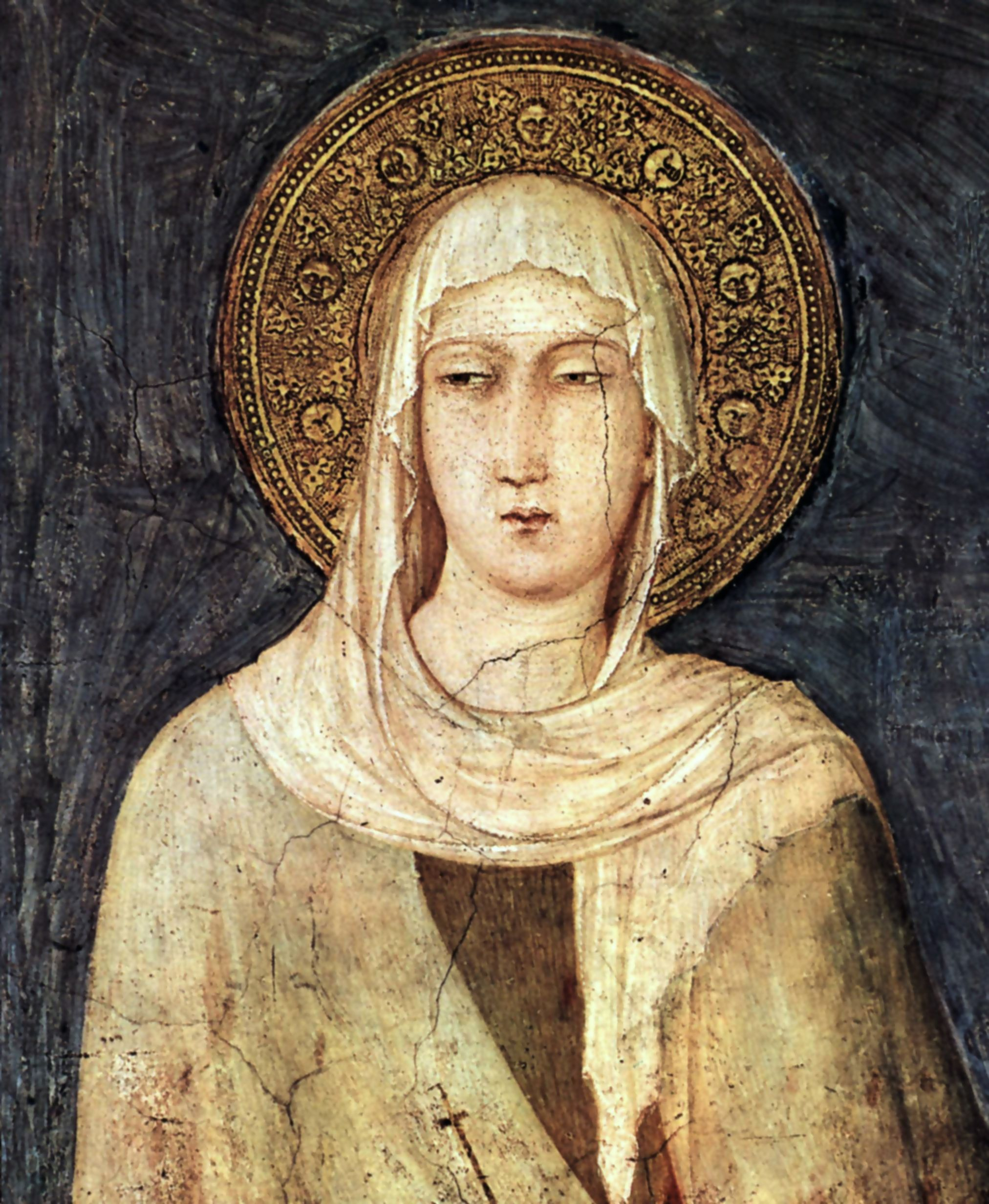
Clara van Assisi

Tsjaad

  - Heilige Clara van Assisi († 1253), patr. van het mooie weer en het radio- en tv-personeel - Gedachtenis
  - Heilige Susanna (van Rome) († 295)
  - Heilige Tiburtius van Rome († c. 288)
  - Heilige Gorik (van Kamerijk) († c. 625) - Gedachtenis (in aartsbisdom Mechelen-Brussel en bisdom Gent)
  - Heilige Gilberta van Jouarre († c. 680)
  - Heilige Philomena (van Rome) († c. 302) - verwijderd v/d algemene heiligenkalender na 2de Vaticaans Concilie
  - Zalige Maurice Tornay († 1949)
- Nationale feestdag in Tsjaad

## Weerextremen

### Nederland
| | Officiële records | Officiële records | Officiële records |      | Landelijke records | Landelijke records | Landelijke records       |
| Gebeurtenis | Jaar              | Extreem           | Locatie           | Jaar | Extreem            | Locatie            |                          |
| --- | ----------------- | ----------------- | ----------------- | ---- | ------------------ | ------------------ | ------------------------ |
| Laagste etmaalgemiddelde temperatuur (°C) | 1902              | 11,3              | De Bilt           |      | 1902               | 11,3               | De Bilt                  |
| Hoogste etmaalgemiddelde temperatuur (°C) | 2020              | 27,0              | De Bilt           |      | 2020               | 27,4               | Twenthe                  |
| Laagste minimumtemperatuur (°C) | 1904              | 6,2               | De Bilt           |      | 1987               | 4,7                | Twenthe                  |
| Hoogste minimumtemperatuur (°C) | 2020              | 21,3              | De Bilt           |      | 2020               | 22,2               | De Kooy                  |
| Laagste maximumtemperatuur (°C) | 1949              | 15,7              | De Bilt           |      | 1960               | 14,9               | Schiphol                 |
| Hoogste maximumtemperatuur (°C) | 2020              | 34,5              | De Bilt           |      | 2020               | 36,2               | Arcen                    |
| Hoogste uurgemiddelde windsnelheid (m/s) | 1957              | 13,4              | De Bilt           |      | 1974               | 19,5               | Cadzand                  |
| Hoogste windstoot (m/s) | 1957              | 24,2              | De Bilt           |      | 1957 1993          | 24,2               | De Bilt Hoek van Holland |
| Langste zonneschijnduur (uur) | 1995              | 14,0              | De Bilt           |      | 2022               | 14,4               | Lauwersoog               |
| Langste neerslagduur (uur) | 2016              | 12,3              | De Bilt           |      | 2016               | 14,3               | Berkhout                 |
| Hoogste etmaalsom van de neerslag (mm) | 2006              | 25,2              | De Bilt           |      | 2004               | 49,2               | Heino                    |
| Laagste etmaalgemiddelde relatieve vochtigheid (%) | 1969              | 43                | De Bilt           |      | 2022               | 38                 | Maastricht               |
| Laagste uurwaarde luchtdruk op zeeniveau (hPa) | 1957              | 998,2             | De Bilt           |      | 1957               | 995,7              | De Kooy                  |
| Hoogste uurwaarde luchtdruk op zeeniveau (hPa) | 1914              | 1028,7            | De Bilt           |      | 1914               | 1029,1             | De Kooy                  |
| Officiële records worden altijd gemeten op het KNMI-weerstation in De Bilt. Landelijke records kunnen worden gemeten op elk officieel KNMI-weerstation in Nederland. |                   |                   |                   |      |                    |                    |                          |

Uitzonderlijke gebeurtenissen
- 1998 - Laatste officiële tropische dag van het jaar (maximumtemperatuur ≥ 30 °C in De Bilt)
- 2020 - Officieel maandrecord hoogste etmaalgemiddelde temperatuur in °C van augustus gemeten in De Bilt: 27,0
- 2023 - Officieel hoogste maximumtemperatuur in °C van augustus dit jaar gemeten in De Bilt: 27,5
- 2023 - Landelijk hoogste maximumtemperatuur in °C van augustus dit jaar gemeten in Ell en Nieuw Beerta: 29,4

### België
Dagrecords
- 1902 - Laagste etmaalgemiddelde temperatuur 11,9 °C
- 2003 - Hoogste etmaalgemiddelde temperatuur 26,1 °C
- 1892 - Laagste minimumtemperatuur 8,1 °C
- 1911 - Hoogste maximumtemperatuur 32,7 °C
- 1895 - Hoogste etmaalsom van de neerslag 17,2 mm

### Europa
- 2021 - In Floridia op Sicilië wordt het 48,8 graden, de hoogste temperatuur ooit gemeten op Europees grondgebied.[11]

<< · 1 · 2 · 3 · 4 · 5 · 6 · 7 · 8 · 9 · 10 · 11 · 12 · 13 · 14 · 15 · 16 · 17 · 18 · 19 · 20 · 21 · 22 · 23 · 24 · 25 · 26 · 27 · 28 · 29 · 30 · 31 · >>